# 8Ball & MJG
8Ball & MJG is een Amerikaans rapduo bestaande uit de rappers 8Ball en MJG. 8ball richtte in zijn carrière onder andere het label 8Ball Music op.

## Biografie
In 1992 verscheen het duo voor het eerst in de rapscene met het undergroundalbum Listen To The Lyrics. In 1993 brachten zij het meer commerciële album Comin 'Out Hard uit. In 1995 brachten zij het, op de 8ste plek in de Billboard Hot 100 binnenkomende album, On Top Off The World uit. Hiermee bevestigden zijn hun status als Dirty South-rappers.
Het tijdschrift The Source noemde het album America is Dying Slowly, met onder anderen Wu-Tang Clan, Biz Markie en andere hiphopgrootheden, een meesterwerk. Op het album proberen de rappers mensen bewust te maken van aids-gevallen onder Afro-Amerikaanse jongeren.
Later bracht het duo nog meerdere succesvolle albums uit, maar wisten ze niet echt aan te slaan bij de "nieuwe" jeugd.

## Discografie
| Jaar | Album                     | U.S. | R&B | HS | Certificaat        |
| ---- | ------------------------- | ---- | --- | -- | ------------------ |
| 1992 | Listen To The Lyrics      | –    | -   | -  |                    |
| 1993 | Comin' Out Hard           | –    | 40  | 20 |                    |
| 1994 | On the Outside Looking In | 106  | 11  | –  |                    |
| 1995 | On Top of the World       | 8    | 2   | –  | Gold               |
| 1999 | In Our Lifetime, Vol. 1   | 10   | 1   | –  | Gold               |
| 2000 | Space Age 4 Eva           | 39   | 9   | –  |                    |
| 2004 | Living Legends            | 3    | 1   | –  | Gold               |
| 2007 | Ridin High\|Ridin' High   | 8    | 4   | –  | 200,000 x verkocht |
| 2010 | Ten Toes Down             | 36   | 6   | 3  | 71,000             |
| 2010 | From the Bottom 2 the Top | 193  | 19  | 12 | 40,000 x verkocht  |